# Power Rangers Zeo
Power Rangers Zeo – czwarty sezon amerykańskiego serialu dla dzieci i młodzieży Power Rangers, oparty na japońskim serialu tokusatsu Chōriki Sentai Ohranger.
Seria Power Rangers Zeo liczy łącznie 50 odcinków i jest bezpośrednią kontynuacją Mighty Morphin Alien Rangers, mini-serii kończącej trzeci sezon Mighty Morphin Power Rangers. Premiera produkcji odbyła się 20 kwietnia 1996 roku w Stanach Zjednoczonych, na antenie stacji Fox Kids. Finałowy odcinek został wyemitowany 27 listopada 1996 roku na tym samym kanale. Polska premiera serialu miała miejsce 4 kwietnia 1999 roku na antenie Polsatu.
Jest to pierwsza seria w historii, w której cała drużyna znana z Mighty Morphin Power Rangers otrzymuje nowe kostiumy rangersów, bazujących na kostiumach z japońskiego Chōriki Sentai Ohranger.

## Fabuła
Power Rangers po raz kolejny muszą walczyć ze złem. Tym razem przeciwnikami są Król Mondo i Królowa Machina, nikczemna para rządząca całym Mechanicznym Imperium. Wraz ze swoim potomkiem, Księciem Sprocketem, Król Mondo i Królowa Machina dowodzą nieustraszonej armii Cogów, bezwzględnych robotów wykonujących ich rozkazy w celu zdobycia władzy nad wszechświatem. Wraz z odkryciem tajemnicy potężnych kryształów Zeo, rangersi wykorzystują je jako źródło swoich nowych mocy w celu obrony Ziemi, wraz z Zordonem i Alphą 5.
Drużyna rangersów ulega poszerzeniu, gdy tajemniczy Złoty Ranger, Trey z planety Triforia, przybywa na Ziemię, aby walczyć z Mechanicznym Imperium. Kiedy jednak Trey po przegranej bitwie potrzebuje regeneracji, pierwszy lider w historii Power Rangers – Jason – powraca i otrzymuje tymczasowy dostęp do mocy Złotego Rangera oraz jego zorda, Piramidy. Teraz, posiadając moc potężniejszą niż kiedykolwiek, nowe kombinezony oraz nowe morfery – Zeonizery, Zeo Rangersi są w stanie stanąć do walki z bezmyślną armią robotów Mechanicznego Imperium.

## Obsada
Poniższa lista przedstawia głównych bohaterów serialu Power Rangers Zeo wraz z nazwiskami odtwórców ról.

### Rangersi
| Ranger                   | Postać            | Aktor                                                      |
| ------------------------ | ----------------- | ---------------------------------------------------------- |
| Zeo Ranger V Czerwony    | Tommy Oliver      | Jason David Frank                                          |
| Zeo Ranger IV Zielony    | Adam Park         | Johnny Yong Bosch                                          |
| Zeo Ranger III Niebieski | Rocky DeSantos    | Steve Cardenas                                             |
| Zeo Ranger II Żółty      | Tanya Sloan       | Nakia Burrise                                              |
| Zeo Ranger I Różowy      | Katherine Hillard | Catherine Sutherland                                       |
| Złoty Ranger (I)         | Trey z Triforii   | Brad Hawkins (głos), Tom, Tim i Ted DiFillippo (wizerunek) |
| Złoty Ranger (II)        | Jason Lee Scott   | Austin St. John                                            |

#### Dodatkowi wojownicy
| Wojownik       | Postać                                     | Aktor                       |
| -------------- | ------------------------------------------ | --------------------------- |
| Auric Pogromca | Auric Pogromca (ang.: Auric the Conqueror) | Derek Stephen Prince (głos) |

### Sprzymierzeńcy
- Zordon (David Fielding) – stary i potężny mędrzec z planety Eltar, mentor drużyny i twórca Power Rangers.
- Alpha 5 (głos: Richard Steven Horvitz) – robot-asystent Zordona, przyjaciel rangersów.
- Billy Cranston (David Yost) – były Niebieski Ranger z serii Mighty Morphin, prowadzi opiekę techniczną nad zordami i sprzętem rangersów.
- Jerome Stone (Gregg Bullock) – były porucznik policji, wyrzucony za zachowanie Mięśniaka i Czachy, prowadzi agencję detektywistyczną.
- Mięśniak (Paul Schrier) – asystent detektywa Stone’a.
- Czacha (Jason Narvy) – asystent detektywa Stone’a.
- Ernie (Richard Genelle) – właściciel Angel Grove Youth Center.
- David Trueheart (Erik Frank) – zaginiony przed laty starszy brat Tommy’ego, adoptowany syn Sama Truehearta.

#### Rangersi z poprzednich serii
| Ranger                   | Seria         | Postać   | Aktor         |
| ------------------------ | ------------- | -------- | ------------- |
| Czerwony Aquitar Ranger  | Alien Rangers | Aurico   | David Bacon   |
| Biała Aquitar Rangerka   | Alien Rangers | Delphine | Rajia Baroudi |
| Niebieski Aquitar Ranger | Alien Rangers | Cestro   | Karim Prince  |
| Żółty Aquitar Ranger     | Alien Rangers | Tideus   | Jim Gray      |
| Czarny Aquitar Ranger    | Alien Rangers | Corcus   | Alan Palmer   |

### Wrogowie
- Król Mondo (głos: David Stenstrom) – władca Mechanicznego Imperium (ang.: Machine Empire), główny antagonista serii.
- Królowa Machina (głos: Alex Borstein) – żona Króla Mondo i królowa Mechanicznego Imperium.
- Książę Zębatka (głos: Barbara Goodson) – młodszy syn Króla Mondo.
- Klank (głos: Oliver Page) i Orbus (głos: Barbara Goodson) – robot o dwóch twarzach, asystent Króla Mondo.
- Książę Podkładka (głos: Douglas Sloan) – najstarszy syn Króla Mondo.
- Lord Zedd (głos: Robert Axelrod) i Rita Odraza (Carla Perez /głos: Barbara Goodson) – główni antagoniści serii Mighty Morphin, walczący obecnie nie tylko z rangersami, ale również z Mechanicznym Imperium.

## Muzyka tytułowa
Power Rangers Zeo, to muzyka tytułowa serii Power Rangers Zeo, wykorzystana m.in. w czołówce serialu. Dodatkowo utwór pojawiał się wielokrotnie w trakcie odcinków, w wersji z wokalem oraz instrumentalnej.
Jest to kolejny remiks Go Go Power Rangers, muzyki tytułowej serii Mighty Morphin Power Rangers. Zmianie uległa linia instrumentalna, poszerzony został tekst piosenki oraz występ chóru.
To ostatnia piosenka czołówka Power Rangers do 2011 roku, w którym użyto zwrotu Go, Go, Power Rangers!. Po raz kolejny ten zwrot pojawił się w muzyce tytułowej Power Rangers Samurai.

## Wersja polska
Serial Power Rangers Zeo był dwukrotnie emitowany w Polsce: w 1999 oraz w 2002 roku w Polsacie w wersji z lektorem. Lektorami w polskiej wersji była para Beata Olga Kowalska i Grzegorz Pawlak,

- Wersja polska: Studio Telefilm
- Tekst: Małgorzata Kierska-Barcz
- Czytali: Beata Olga Kowalska, Paweł Siedlik i Grzegorz Pawlak

## Spis odcinków
| Premiera w USA                    | Premiera w Polsce | Nr  | Nr w serii | Polski tytuł                      | Angielski tytuł                        |
| --------------------------------- | ----------------- | --- | ---------- | --------------------------------- | -------------------------------------- |
|                                   |                   |     |            |                                   |                                        |
| SEZON CZWARTY – POWER RANGERS ZEO |                   |     |            |                                   |                                        |
|                                   |                   |     |            |                                   |                                        |
| 20.04.1996                        | 04.04.1999        | 156 | 1          | Początek Zeo                      | A Zeo Beginning                        |
|                                   |                   |     |            | Początek Zeo                      | A Zeo Beginning                        |
| 23.04.1996                        | 10.04.1999        | 157 | 2          | Początek Zeo                      | A Zeo Beginning                        |
|                                   |                   |     |            |                                   |                                        |
| 24.04.1996                        | 11.04.1999        | 158 | 3          | Spadająca gwiazda                 | The Shooting Star                      |
|                                   |                   |     |            |                                   |                                        |
| 25.04.1996                        | 17.04.1999        | 159 | 4          | Rangerzy są celem                 | Target Rangers                         |
|                                   |                   |     |            |                                   |                                        |
| 27.04.1996                        | 18.04.1999        | 160 | 5          | Więcej czadu!                     | For Cryin’ Out Loud                    |
|                                   |                   |     |            |                                   |                                        |
| 29.04.1996                        | 24.04.1999        | 161 | 6          | Rangerzy poza polem               | Rangers in the Outfield                |
|                                   |                   |     |            |                                   |                                        |
| 30.04.1996                        | 25.04.1999        | 162 | 7          | Każdy pies ma swój dzień          | Every Dog Has His Day                  |
|                                   |                   |     |            |                                   |                                        |
| 01.05.1996                        | 01.05.1999        | 163 | 8          | Pistolet zabawki                  | The Puppet Blaster                     |
|                                   |                   |     |            |                                   |                                        |
| 02.05.1996                        | 02.05.1999        | 164 | 9          | Inwazja                           | Invasion of the Ranger Snatchers       |
|                                   |                   |     |            |                                   |                                        |
| 04.05.1996                        | 08.05.1999        | 165 | 10         | Dorosłość                         | Graduation Blues                       |
|                                   |                   |     |            |                                   |                                        |
| 06.05.1996                        | 09.05.1999        | 166 | 11         | Parę złych nasion                 | A Few Bad Seeds                        |
|                                   |                   |     |            |                                   |                                        |
| 07.05.1996                        | 15.05.1999        | 167 | 12         | Instrument destrukcji             | Instrument of Destruction              |
|                                   |                   |     |            |                                   |                                        |
| 08.05.1996                        | 16.05.1999        | 168 | 13         | Scena                             | Mean Screen                            |
|                                   |                   |     |            |                                   |                                        |
| 11.05.1996                        | 22.05.1999        | 169 | 14         | Dzika podróż pana Billy           | Mr. Billy’s Wild Ride                  |
|                                   |                   |     |            |                                   |                                        |
| 13.05.1996                        | 23.05.1999        | 170 | 15         | Nie ma to jak śnieżny biznes      | There’s No Business Like Snow Business |
|                                   |                   |     |            | Nie ma to jak śnieżny biznes      | There’s No Business Like Snow Business |
| 14.05.1996                        | 29.05.1999        | 171 | 16         | Nie ma to jak śnieżny biznes      | There’s No Business Like Snow Business |
|                                   |                   |     |            | Nie ma to jak śnieżny biznes      | There’s No Business Like Snow Business |
| 15.05.1996                        | 30.05.1999        | 172 | 17         | Nie ma to jak śnieżny biznes      | There’s No Business Like Snow Business |
|                                   |                   |     |            |                                   |                                        |
| 16.05.1996                        | 05.06.1999        | 173 | 18         | Duch                              | Inner Spirit                           |
|                                   |                   |     |            |                                   |                                        |
| 18.05.1996                        | 06.06.1999        | 174 | 19         | Wyzwanie                          | Challenges                             |
|                                   |                   |     |            |                                   |                                        |
| 20.05.1996                        | 12.06.1999        | 175 | 20         | Znaleziony i stracony             | Found and Lost                         |
|                                   |                   |     |            |                                   |                                        |
| 09.09.1996                        | 13.06.1999        | 176 | 21         | Bracie, daj mi ten grot           | Brother, Can You Spare an Arrowhead?   |
|                                   |                   |     |            |                                   |                                        |
| 10.09.1996                        | 19.06.1999        | 177 | 22         | Zaufaj mi                         | Trust in Me                            |
|                                   |                   |     |            |                                   |                                        |
| 11.09.1996                        | 20.06.1999        | 178 | 23         | To pochodzi z Angel Grove         | It Came from Angel Grove               |
|                                   |                   |     |            |                                   |                                        |
| 12.09.1996                        | 26.06.1999        | 179 | 24         | Bulk Fiction                      | Bulk Fiction                           |
|                                   |                   |     |            |                                   |                                        |
| 13.09.1996                        | 27.06.1999        | 180 | 25         | Żółta piosenka                    | Song Sung Yellow                       |
|                                   |                   |     |            |                                   |                                        |
| 16.09.1996                        | 08.07.2000        | 181 | 26         | Gra o honor                       | Game of Honor                          |
|                                   |                   |     |            |                                   |                                        |
| 17.09.1996                        | 09.07.2000        | 182 | 27         | Złota moc                         | The Power of Gold                      |
|                                   |                   |     |            |                                   |                                        |
| 19.09.1996                        | 15.07.2000        | 183 | 28         | Mały problem                      | A Small Problem                        |
|                                   |                   |     |            |                                   |                                        |
| 27.11.1996                        | 16.07.2000        | 184 | 29         | Finał                             | A Season to Remember                   |
|                                   |                   |     |            |                                   |                                        |
| 20.09.1996                        | 22.07.2000        | 185 | 30         | Toksyczny olej                    | Oily to Bed, Oily to Rise              |
|                                   |                   |     |            |                                   |                                        |
| 23.09.1996                        | 23.07.2000        | 186 | 31         | Luli-luli, Rangersi               | Rock-a-Bye Power Rangers               |
|                                   |                   |     |            |                                   |                                        |
| 27.09.1996                        | 29.07.2000        | 187 | 32         | Znam Cię?                         | Do I Know You?                         |
|                                   |                   |     |            |                                   |                                        |
| 03.10.1996                        | 30.07.2000        | 188 | 33         | Rewelacje Złotego                 | Revelations of Gold                    |
|                                   |                   |     |            |                                   |                                        |
| 04.10.1996                        | 05.08.2000        | 189 | 34         | Złoty wraca do domu               | A Golden Homecoming                    |
|                                   |                   |     |            |                                   |                                        |
| 09.10.1996                        | 06.08.2000        | 190 | 35         | Ostatnie natarcie Monda           | Mondo’s Last Stand                     |
|                                   |                   |     |            |                                   |                                        |
| 11.10.1996                        | 12.08.2000        | 191 | 36         | Bombowiec w słońcu                | Bomber in the Summer                   |
|                                   |                   |     |            |                                   |                                        |
| 23.10.1996                        | 13.08.2000        | 192 | 37         | Zapach łasicy                     | Scent of a Weasel                      |
|                                   |                   |     |            |                                   |                                        |
| 25.10.1996                        | 19.08.2000        | 193 | 38         | Auric Zdobywca                    | The Lore of Auric                      |
|                                   |                   |     |            |                                   |                                        |
| 31.10.1996                        | 20.08.2000        | 194 | 39         | Nie wszystko złoto, co się świeci | The Ranger Who Came in from the Gold   |
|                                   |                   |     |            |                                   |                                        |
| 05.11.1996                        | 26.08.2000        | 195 | 40         | Niebieski żartowniś               | The Joke’s on Blue                     |
|                                   |                   |     |            |                                   |                                        |
| 06.11.1996                        | 27.08.2000        | 196 | 41         | Gdzie jest piąty wojownik Zeo?    | Where in the World is Zeo Ranger 5?    |
|                                   |                   |     |            |                                   |                                        |
| 07.11.1996                        | 02.09.2000        | 197 | 42         | Król jednego dnia                 | King for a Day                         |
|                                   |                   |     |            | Król jednego dnia                 | King for a Day                         |
| 08.11.1996                        | 03.09.2000        | 198 | 43         | Król jednego dnia                 | King for a Day                         |
|                                   |                   |     |            |                                   |                                        |
| 11.11.1996                        | 09.09.2000        | 199 | 44         | Doktor Tajemniczego Czasu         | A Brief Mystery of Time                |
|                                   |                   |     |            |                                   |                                        |
| 14.11.1996                        | 10.09.2000        | 200 | 45         | Tajemnica dla mnie                | A Mystery to Me                        |
|                                   |                   |     |            |                                   |                                        |
| 15.11.1996                        | 16.09.2000        | 201 | 46         | Inna piosenka i taniec            | Another Song and Dance                 |
|                                   |                   |     |            |                                   |                                        |
| 20.11.1996                        | 17.09.2000        | 202 | 47         | Wojownicy Dwóch Światów           | Rangers of Two Worlds                  |
|                                   |                   |     |            | Wojownicy Dwóch Światów           | Rangers of Two Worlds                  |
| 21.11.1996                        | 23.09.2000        | 203 | 48         | Wojownicy Dwóch Światów           | Rangers of Two Worlds                  |
|                                   |                   |     |            |                                   |                                        |
| 22.11.1996                        | 24.09.2000        | 204 | 49         | Hawaje Zeo                        | Hawaii Zeo                             |
|                                   |                   |     |            |                                   |                                        |
| 23.11.1996                        | 30.09.2000        | 205 | 50         | Dobry jak Złoty                   | Good as Gold                           |
|                                   |                   |     |            |                                   |                                        |